# Eceli erődtemplom
Az eceli erődtemplom műemlékké nyilvánított épület Romániában, Szeben megyében. A romániai műemlékek jegyzékében az SB-II-a-A-12316 sorszámon szerepel.